# Večernjakova ruža 1997.
Večernjakova ruža 1997. bila je četvrta dodjela medijske nagrade Večernjakova ruža, koja se dodjeljivala za medijski rad u 1997. godini.
Dodjela je održana 9. veljače 1998. godine u Satiričkom kazalištu Kerempuh. Te godine uvedene su nove kategorije Radijski voditelj, Radijska voditeljica i Najbolji izvođač tamburaške glazbe.

## Dobitnici

### Najbolja TV osoba
| Nonimirani     | Glasovi |
| -------------- | ------- |
| Oliver Mlakar  | 3621    |
| Joško Lokas    | 2034    |
| Denis Latin    | 1356    |
| Saša Kopljar   | 704     |
| Branimir Bilić | 592     |

| Nonimirani       | Glasovi |
| ---------------- | ------- |
| Daniela Trbović  | 3988    |
| Mirjana Rakić    | 2005    |
| Mirna Berend     | 1042    |
| Helga Vlahović   | 1015    |
| Željka Fattorini | 891     |

### Najbolja radijska voditeljica
| Nonimirani           | Glasovi |
| -------------------- | ------- |
| Karmela Vukov-Colić  | 3437    |
| Sonja Šarunić        | 3046    |
| Zrinka Vrabec-Mojzeš | 1388    |
| Maja Kruhak          | 512     |
| Gordana Zuccon       | 442     |

### Najbolji radijski voditelj
| Nonimirani             | Glasovi |
| ---------------------- | ------- |
| Trpimir Vicković Vicko | 4480    |
| Mario Mihaljević       | 1371    |
| Zlatko Turkalj         | 1039    |
| Robert Ferlin          | 930     |
| Vojo Šiljak            | 735     |

### Najbolja glumica
| Nonimirani            | Glasovi |
| --------------------- | ------- |
| Ena Begović           | 2396    |
| Alma Prica            | 2077    |
| Anja Šovagović-Despot | 1287    |
| Bojana Gregorić       | 1286    |
| Lucija Šerbedžija     | 828     |

### Najbolji glumac
| Nonimirani      | Glasovi |
| --------------- | ------- |
| Goran Višnjić   | 3933    |
| Filip Šovagović | 1663    |
| Ivo Gregurević  | 1354    |
| Sven Medvešek   | 707     |
| Tarik Filipović | 509     |

### Najbolja pjevačica
| Nonimirani          | Glasovi |
| ------------------- | ------- |
| Nina Badrić         | 2636    |
| Doris Dragović      | 2363    |
| Danijela Martinović | 1606    |
| Josipa Lisac        | 1377    |
| Vanna               | 656     |

### Najbolji pjevač
| Nonimirani            | Glasovi |
| --------------------- | ------- |
| Petar Grašo           | 2788    |
| Željko Krušlin Kruška | 2059    |
| Oliver Dragojević     | 1484    |
| Boris Novković        | 1376    |
| Gibonni               | 1067    |

### Najbolja grupa
| Nonimirani        | Glasovi |
| ----------------- | ------- |
| Prljavo kazalište | 3071    |
| Latino            | 2357    |
| Parni valjak      | 1576    |
| Magazin           | 1060    |
| Majke             | 554     |

### Najbolji izvođači tamburaške glazbe
| Nonimirani     | Glasovi |
| -------------- | ------- |
| Gazde          | 3926    |
| Zlatni dukati  | 1521    |
| Agrameri       | 1079    |
| Miroslav Škoro | 921     |
| Baruni         | 786     |